# Сражение при Лас-Гуасимас
Сражение при Лас-Гуасимас (исп. Batalla de las Guásimas) ― одно из сражений войны 1868 года между кубинскими повстанцами под командованием генерал-майора Максимо Гомеса, который намеревался вторгнуться в западную Кубу, и испанскими войсками под командованием бригадного генерала Арминьяна, развернутыми для предотвращения этого. Битва проходила с 15 по 19 марта 1874 года в Камагуэе, центрально-восточном регионе Кубы.
В начале 1874 года правительством Республики Куба был одобрен план вторжения в провинцию Лас-Вильяс, командовать которым было поручено генерал-майору Максимо Гомесу. Испанцы узнали о цели Освободительной армии распространить боевые действия на западную часть Кубы, поэтому они увеличили свои войска, чтобы действовать на основных дорогах: от Пуэрто-Принсипе (сейчас Камагуэй) до трочи (укреплённой линии) Хукаро ― Морон.
Несмотря на то что в планы Гомеса не входило ввязываться в бои, которые могли бы поставить под угрозу вторжение в западные провинции, его отряд сразу же, 15 марта, натолкнулся у Лас-Гуасимас де Мачадо, загона для скота, место, расположенное примерно в 36 километрах от Камагуэя, на испанский контингент, отправленный на перехват его экспедиции. Испанская кавалерия атаковала, но была в свою очередь обстреляна огнем кубинской пехоты и контратакована кавалерией мамби, от чего понесла многочисленные потери (около 250 человек). Испанцы укрылись в загоне для скота и стали отражать атаки повстанцев. По свидетельству испанского офицера, это были ужасные дни боёв с непреодолимой жаждой, влажной жарой и удушьем комаров, и все это в сочетании с невозможностью похоронить павших, которых приходилось сжигать во избежание распространения заразы.
Посланцу, отправленному генералом Арминьяном, удалось пробраться в Пуэрто-Принсипе и сообщить о противостоянии с кубинскими повстанцами. Бригадиру Басконе с 1700 человек подкрепления, несмотря на преследование и обстрелы кубинцев, 18 марта удалось соединиться с осаждёнными в Лас-Гуасимас испанцами. Утром 19 марта двум колоннам, забрав с собой всех раненых, удалось прорвать осаду и достичь Пуэрто-Принсипе.
Лас-Гуасимас был одним из самых кровопролитных сражений войны за независимость Кубы. Несмотря на победу, за пять дней боев кубинские войска также понесли многочисленные потери, а также исчерпали боеприпасы, которые были подготовлены для кампании вторжения, поэтому им пришлось остановить продвижение на запад страны.